# Arborele pagodelor
Arborele pagodelor (Ginkgo biloba) sau ginco, (în limba chineză și limba japoneză, pinyin romanizat ca: yín xìng, romanizare Hepburn: ichō ori ginnan), este o specie de arbore dioic unic în lume, fără părinți vii.
Ginco era răspândit, în toată emisfera nordică în Jurasic, dar în prezent arealul său natural este redus la o mică regiune din sud-estul Chinei. Este denumit popular „patru-bani”, „arborele templier japonez”, „caisa argintie”.

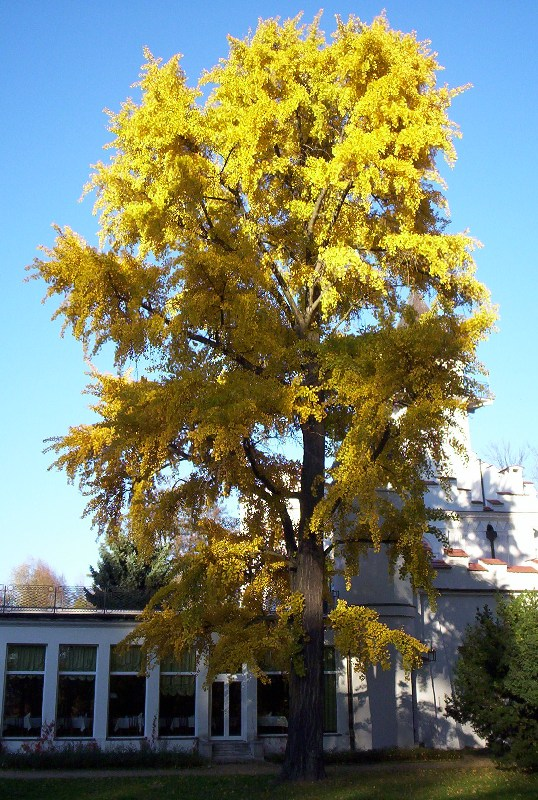
Aspectul general al plantei

După ce în Europa a fost introdus în 1730 în Olanda, acum se cultivă și în alte țări atât pentru aspectul său ornamental (în parcuri, pe alei, în grădini botanice) cât și în scop terapeutic. Deoarece această adevărată "fosilă vie" a devenit în ultimii ani una din cele mai importante plante medicinale, a început să fie introdusă în culturi extinse, pentru a-i fi recoltate frunzele.
Arborii, cu înălțimea de până la 30-40 m, au coroana bogată. Sunt arbori dioici adică pe un exemplar se găsesc doar flori masculine sau feminine, deci arborii sunt fie masculini fie feminini. Frunzele având formă de evantai sunt pețiolate, bilobate, având o nervațiune dihotomică. Toamna frunzele se îngălbenesc și cad (frunze caduce). Culoarea lor devine galbenă cu nuanțe extrem de atrăgătoare, fapt ce face ca în parcurile unde este cultivat arborele aceste frunze să fie folosite în scop ornamental, fiind presărate printre ornamentațiile florale. Sămânța de ginkgo biloba este un fel de sâmbure pietros, învelit într-o materie vegetală cărnoasă, semănând cu corcodușele dar având coada mai lungă. Pulpa fructelor degajă un miros dezagreabil datorat acidului butiric prezent în compoziția sa, asemănător untului râncezit.

## Compoziție chimică
| Denumirea    | R1 | R2 |
| ------------ | -- | -- |
| Ginkgolida A | H  | H  |
| Ginkgolida B | OH | H  |
| Ginkgolida C | OH | OH |
| Ginkgolida J | H  | OH |

Arborele pagodelor are o compoziție chimică foarte variată reprezentată prin :
- Flavone de tipul esterilor 3-glucozid, 3 rhamnozid, 3 rutozid quercetol-ului, kämpferol-ului, luteol-ului

- Bilobetol, ginkgetol,
- Proantociani

- Diterpene polilactonice denumite și ginkgolide de tipul A, B, C, J, M.

Majoritatea principiilor active se găsesc în mugurii foliari.

## Scop terapeutic
Ginkgo biloba este o plantă de referință în medicina tradițională chineză și japoneză. Pentru aplicații medicinale se utilizează învelișul sâmburelui, precum și frunzele.
Preparatele obținute din frunzele și fructul arborelui ginkgo biloba intră în compoziția a cel puțin 25 de produse medicamentoase. Ginkgo biloba are o serie întreagă de calități medicinale: este expectorant, sedativ, antifungic, antispasmodic, vasodilatator, antiinflamator, antibiotic,
vermifug.
Ginkgolidele acționează ca inhibitor al factorului PAF (factorul de agregare a plachetelor sanguine, leucocitelor, macrofagelor, cu rol în agregarea plachetară, a reacțiilor inflamatorii. Flavonoidele au rol de captare a radicalilor liberi. Datorită acestor proprietăți se pot explica numeroasele efecte ale extractului de frunză. Extractul are  acțiune asupra tulburărilor de circulație sanguină la nivelul creierului și extremităților, ameliorând astfel metabolismul energetic la nivel cerebral prin creșterea captării glucozei și a oxigenului la nivel molecular. La nivel ocular mărește acuitatea vizuală. Inhibă factorul de activare a trombocitelor, ceea ce reduce tendința de coagulare a sângelui.
De mai bine de 5000 ani chinezii au descoperit calitățile de afrodiziac ale acestui arbore, care previne impotența. Femeile, conform unei tradiții străvechi, culegeau Ginkgo biloba, care le permitea să amelioreze vigoarea soților lor.
Este de asemenea folosit și pentru îngrijirea corporală. Gingko este foarte bun pentru activarea microcirculației cutanate și pentru descongestionarea țesuturilor, în componența cremelor sau gelurilor anticelulitice. Și nu în ultimul rând, extractul de Ginkgo biloba, este utilizat și în fabricarea săpunurilor, șampoanelor, cremelor.
Ginkgo biloba este considerat un leac redutabil în afecțiunile microcirculației arteriale și capilare, și o adevărată armă împotriva uzurii cerebrale și a îmbătrânirii în general.
Precauții: inhibarea de către extractul de Ginkgo biloba a factorului de activare a trombocitelor ar putea fi periculoasă pentru persoanele cu probleme de coagulare a sângelui. Pentru a evita sângerarea, pacienții care urmează să suporte intervenții chirurgicale sau stomatologice trebuie să întrerupă administrarea de Gingko Biloba cu 36 de ore in avans.

## Istoria speciei

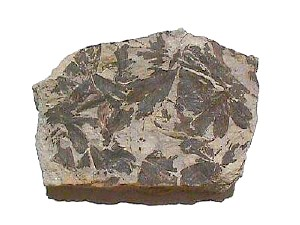
Fosila unei frunze de Ginkgo din Jurasic găsită în Anglia

Specie originară din China. Specia are o istorie lungă, a apărut cu cca 200 mil. de ani în urmă și a rămas aproape neschimbată până astăzi. Aparține unui ordin primitiv, înrudit cu ferigile arborescente și cicadele. În prezent, se găsesc populații semnificative natural și seminaturale în China, Coreea și Japonia, de unde s-a răspîndit în multe regiuni temperate și subtropicale ale globului.

## Imagini

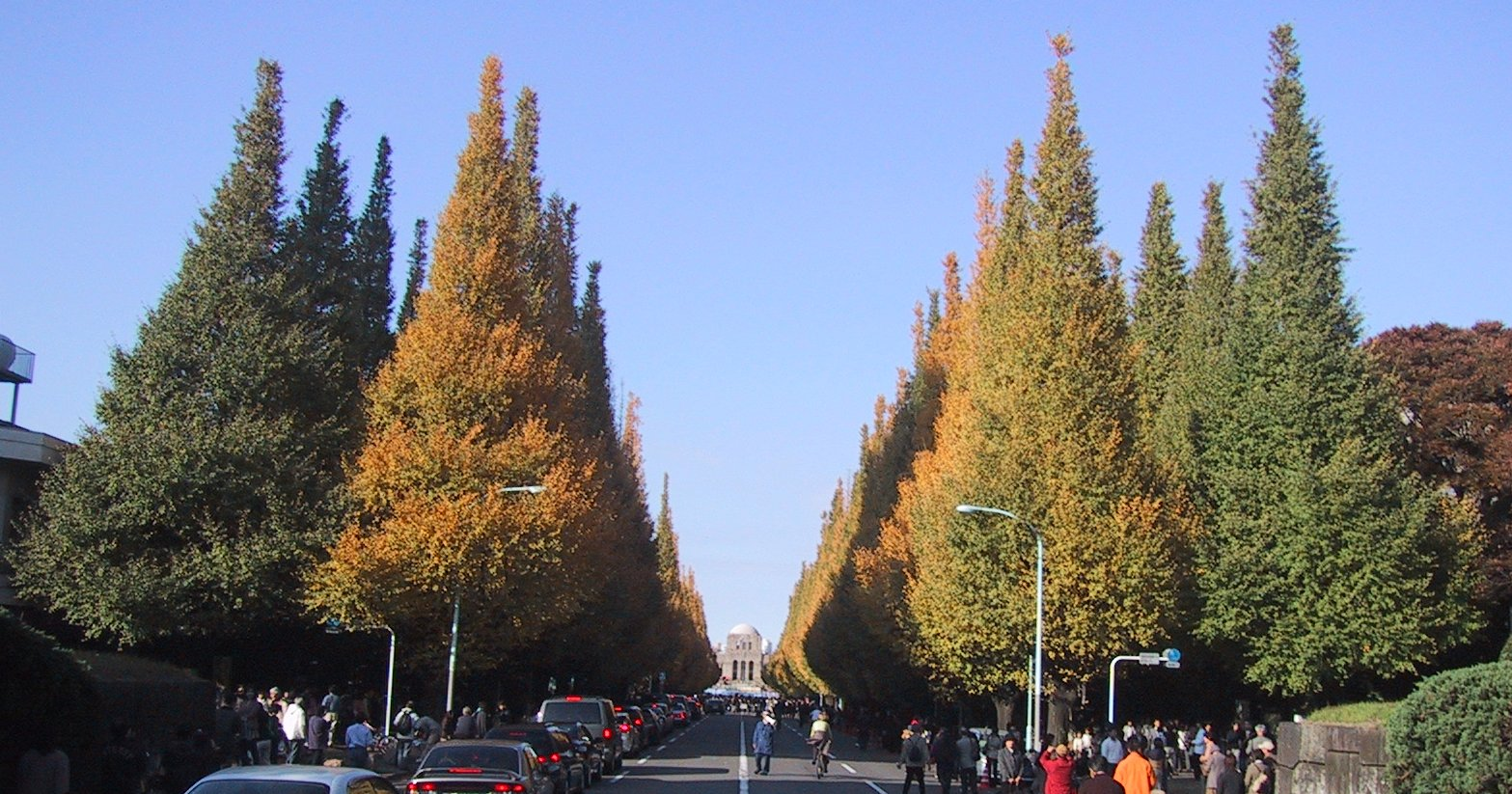
Ginkgo biloba în Tokyo
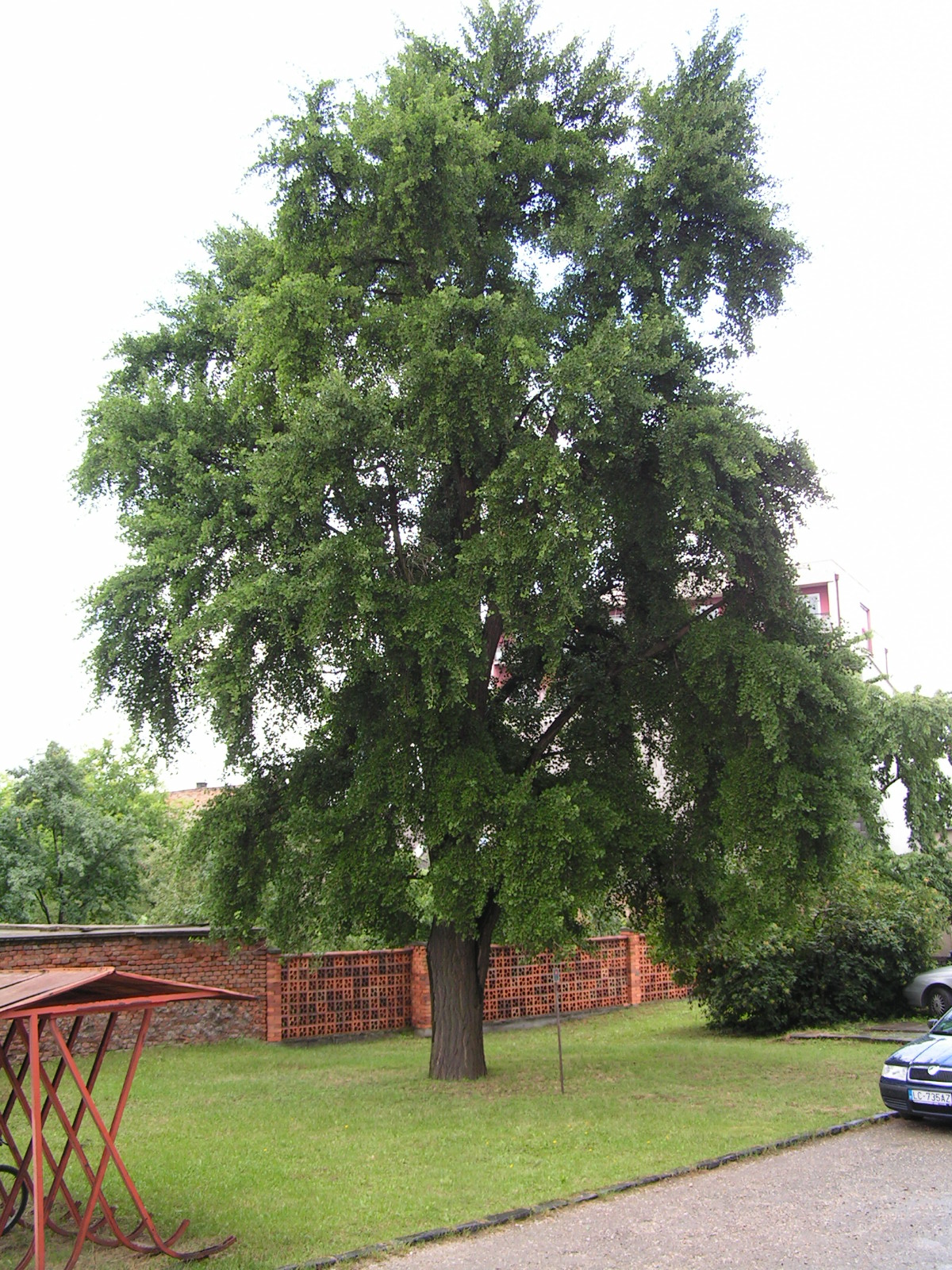
Ginkgo biloba în Slovacia
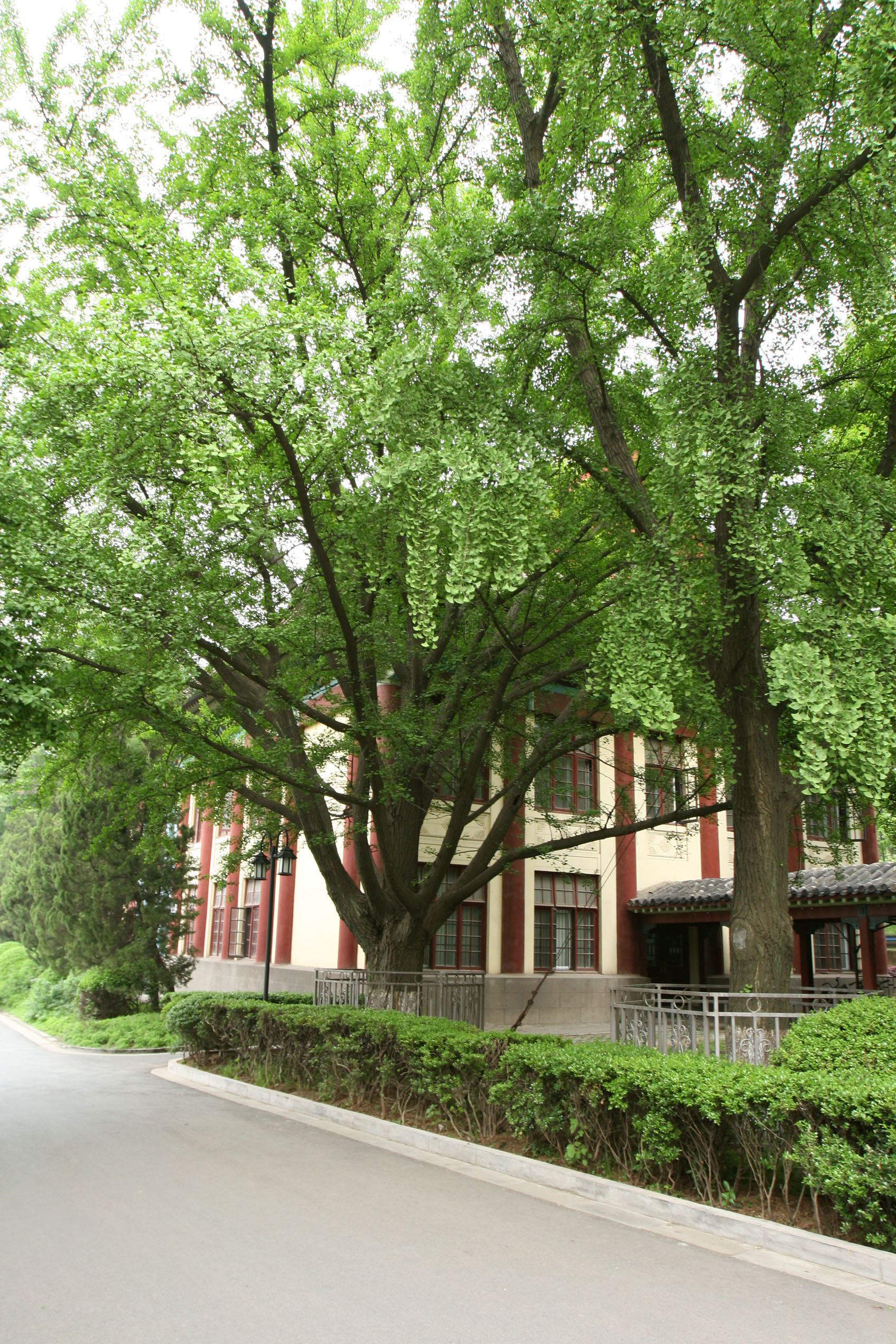
Ginkgo biloba în China
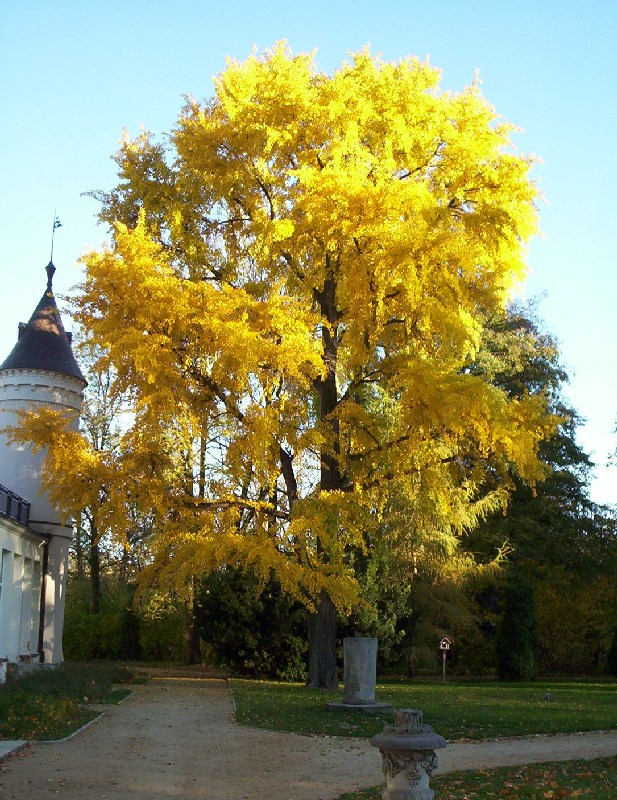
Ginkgo biloba în Polonia
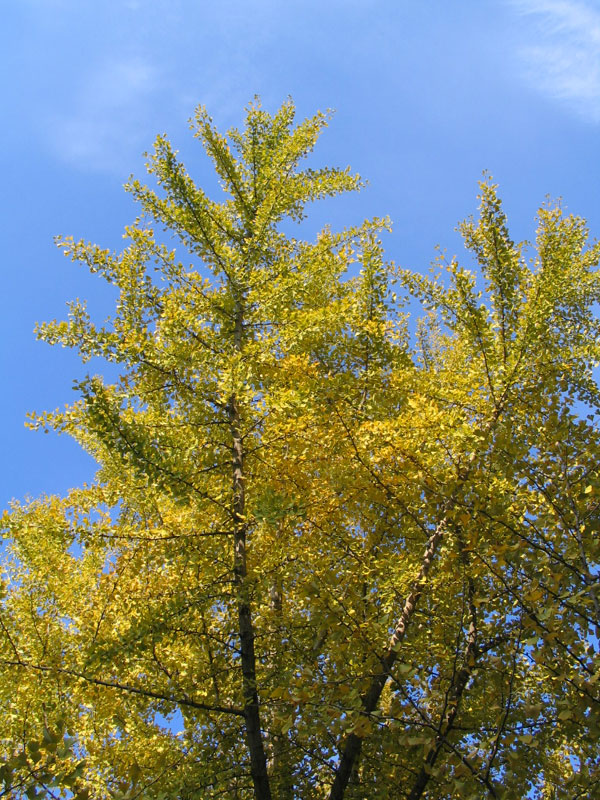
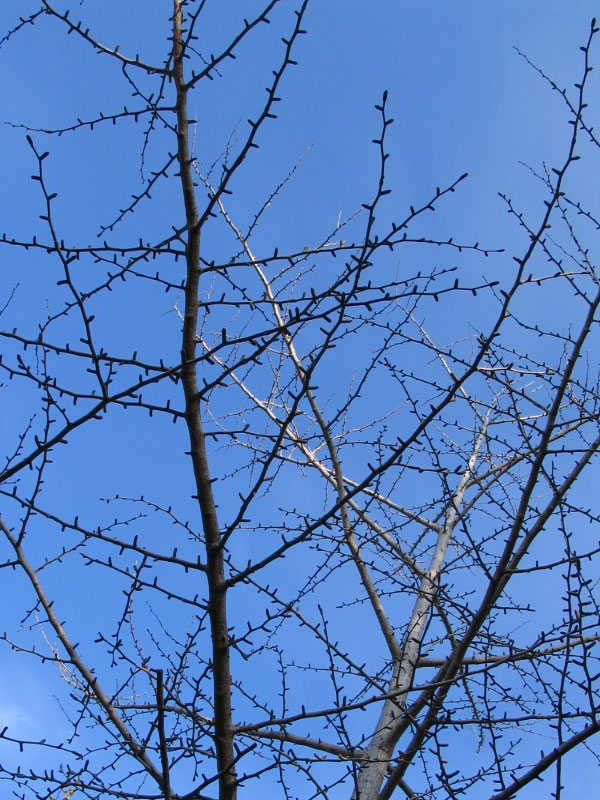
Coroană în timpul iernii
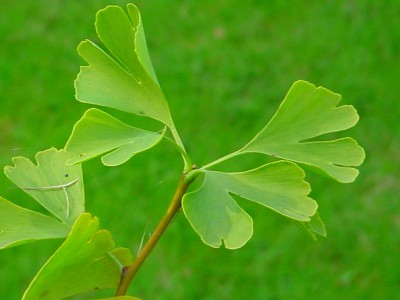
Frunză
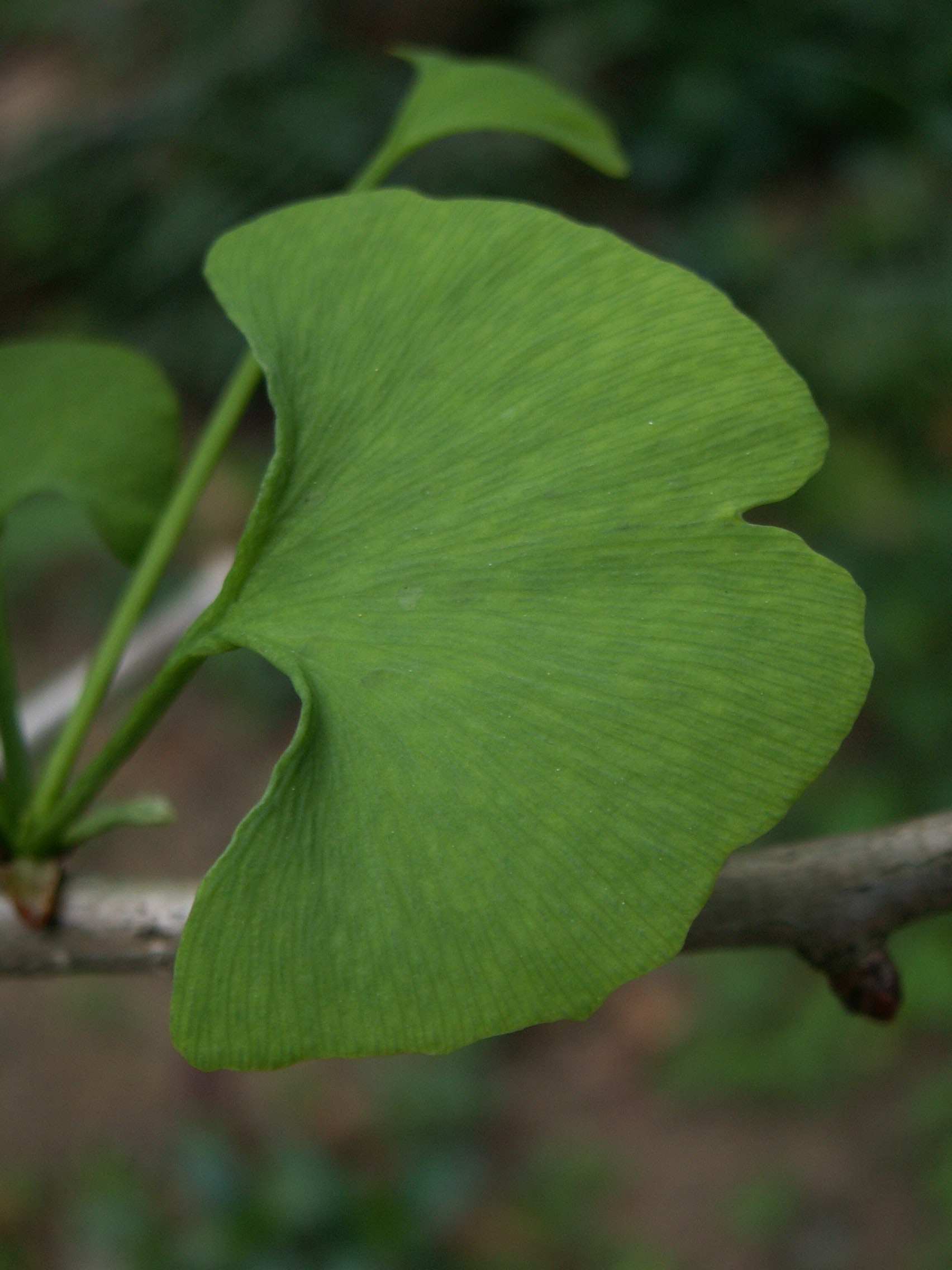
Frunză
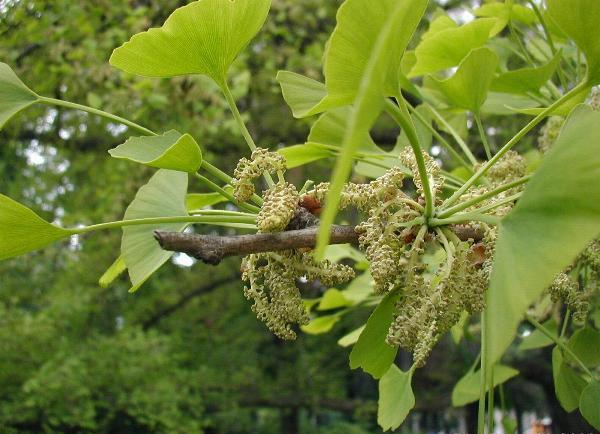
Inflorescențe masculine
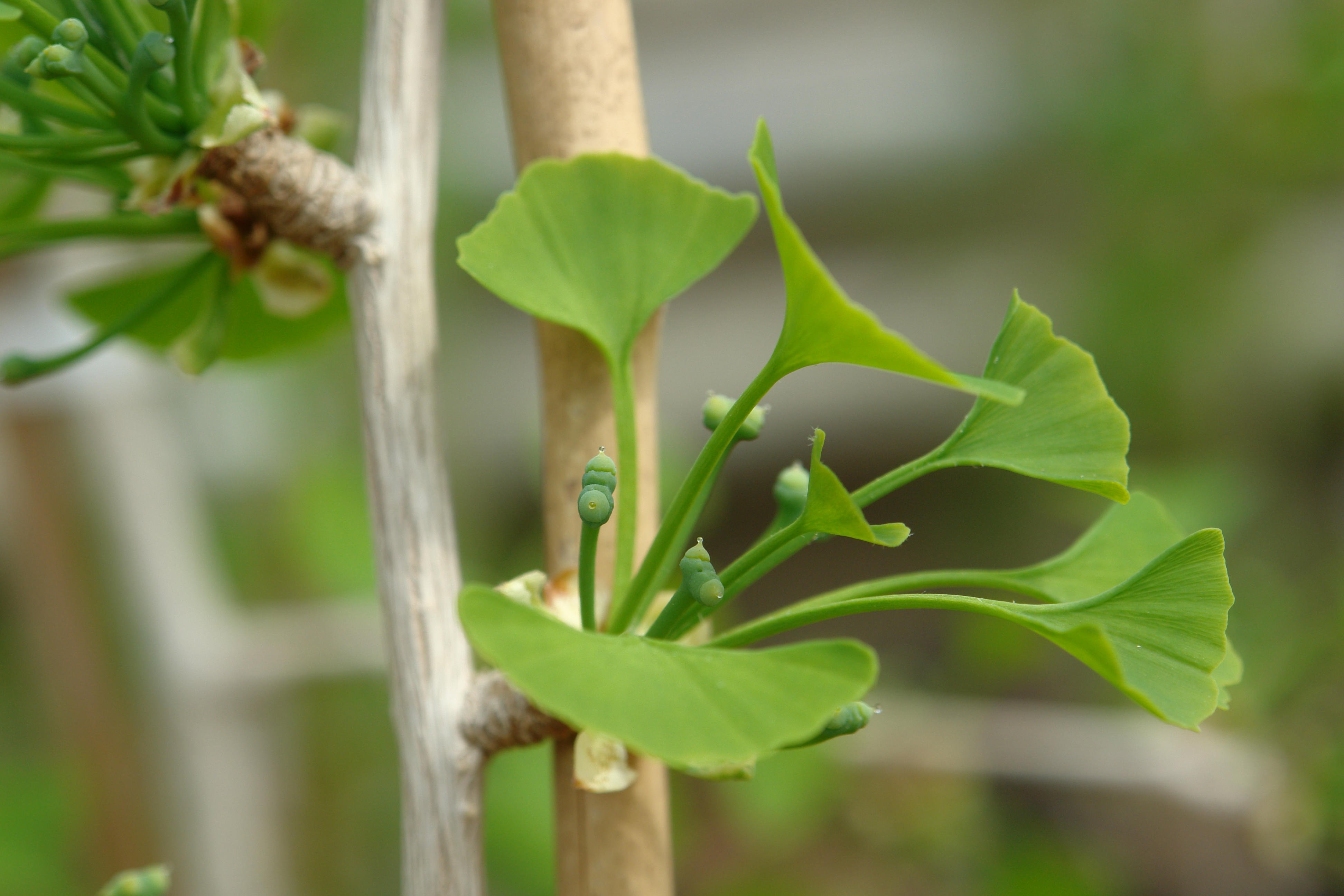
Inflorescențe feminine
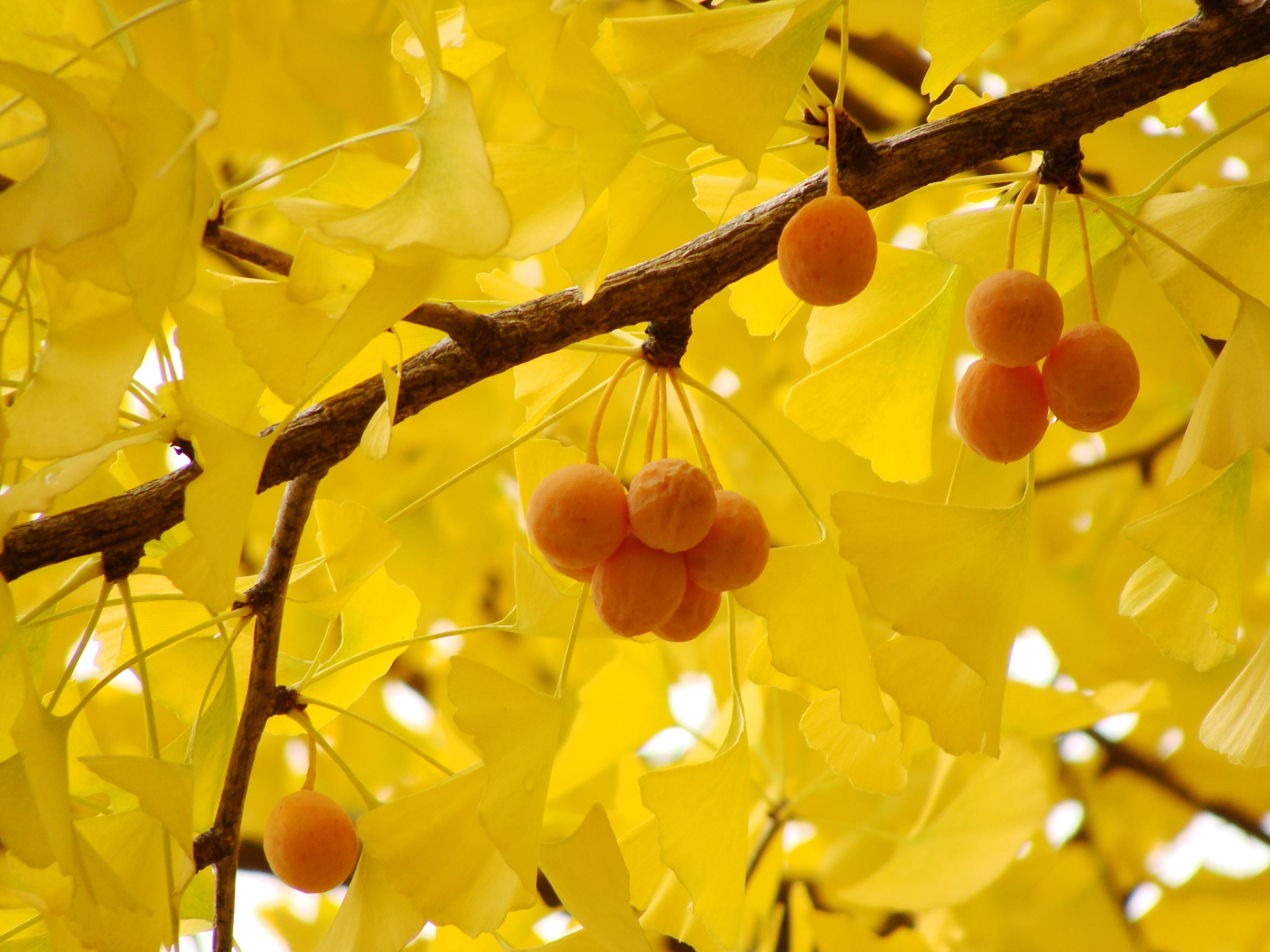
Frunze şi fructe toamna
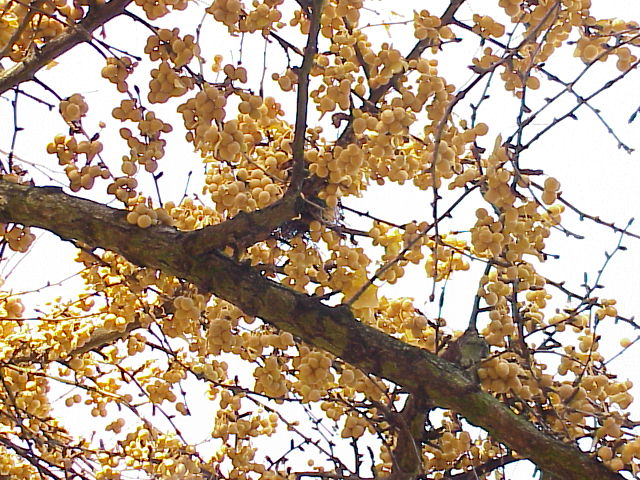
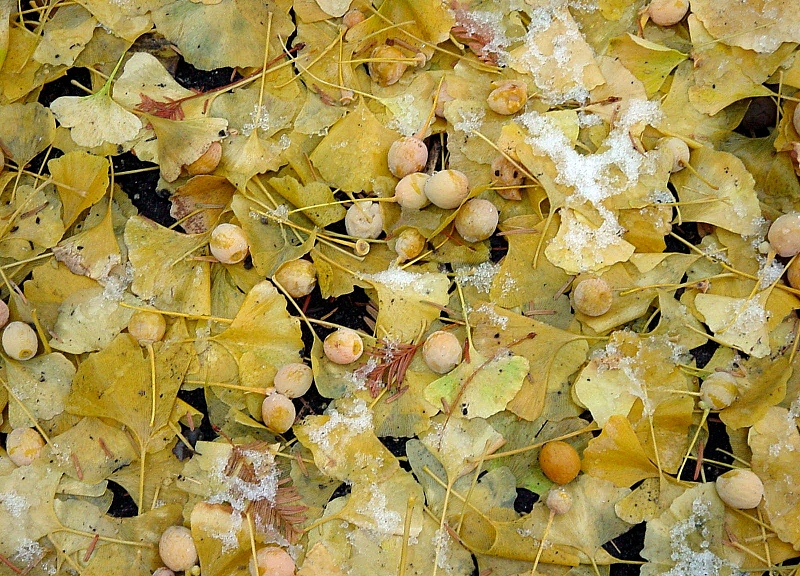
Frunze şi fructe toamna căzute pe sol
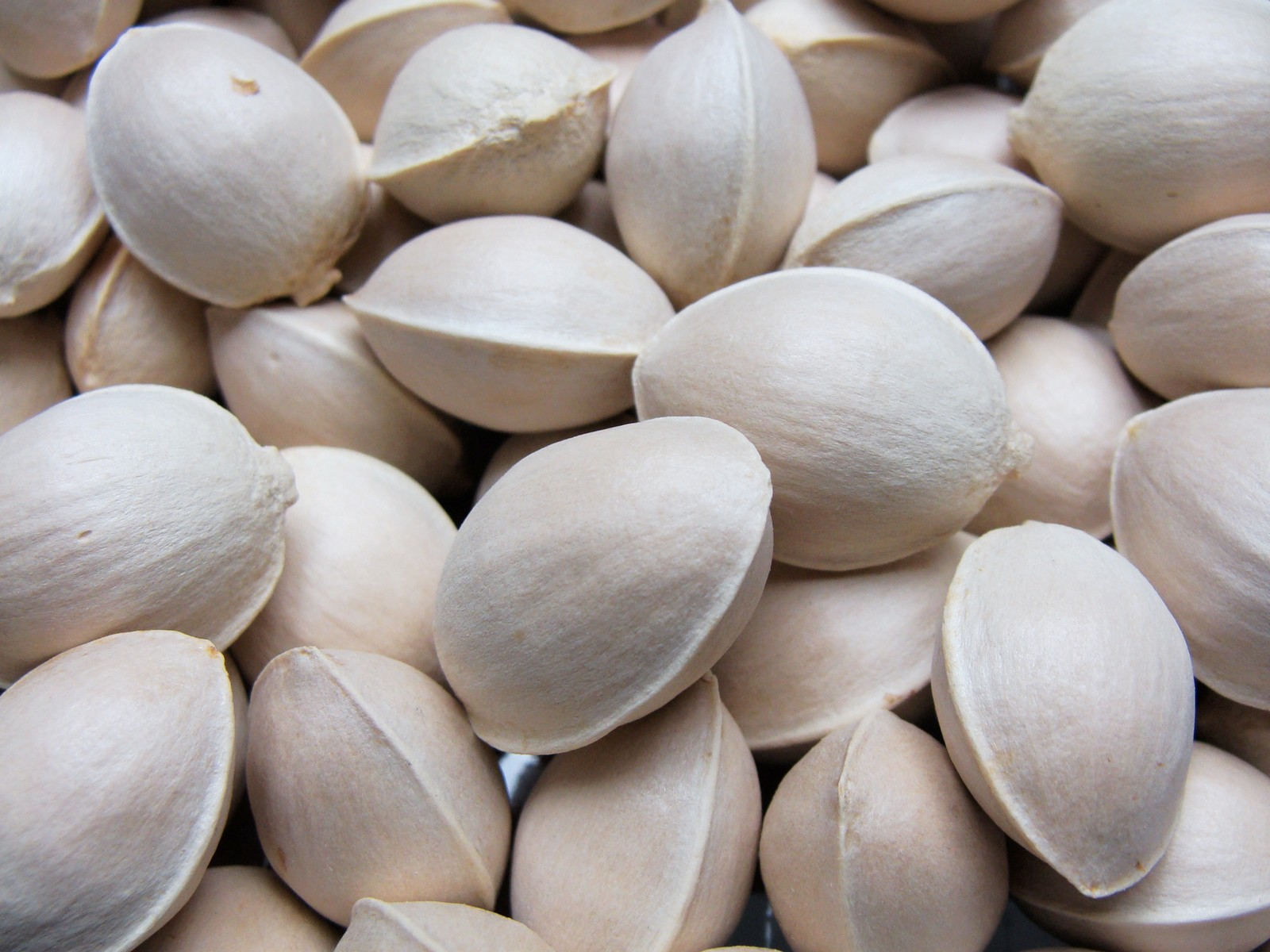
Semințe
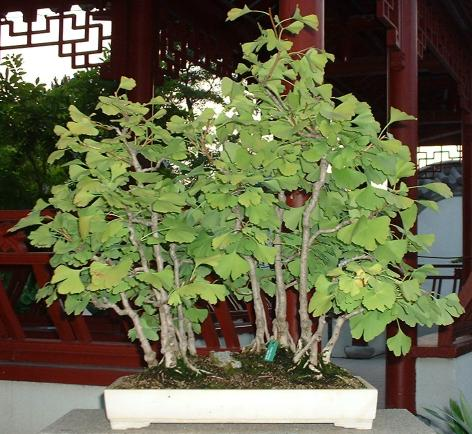
Ginkgo ca bonsai în Grădina Botanică din Montreal
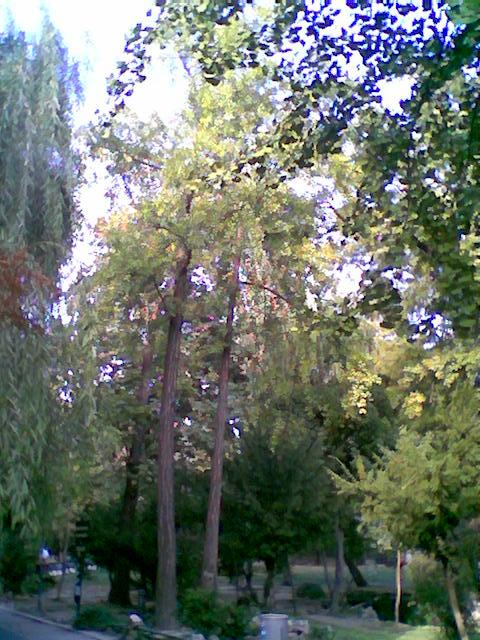
Trei exemplare de Ginkgo biloba din parcul Cişmigiu, Bucureşti
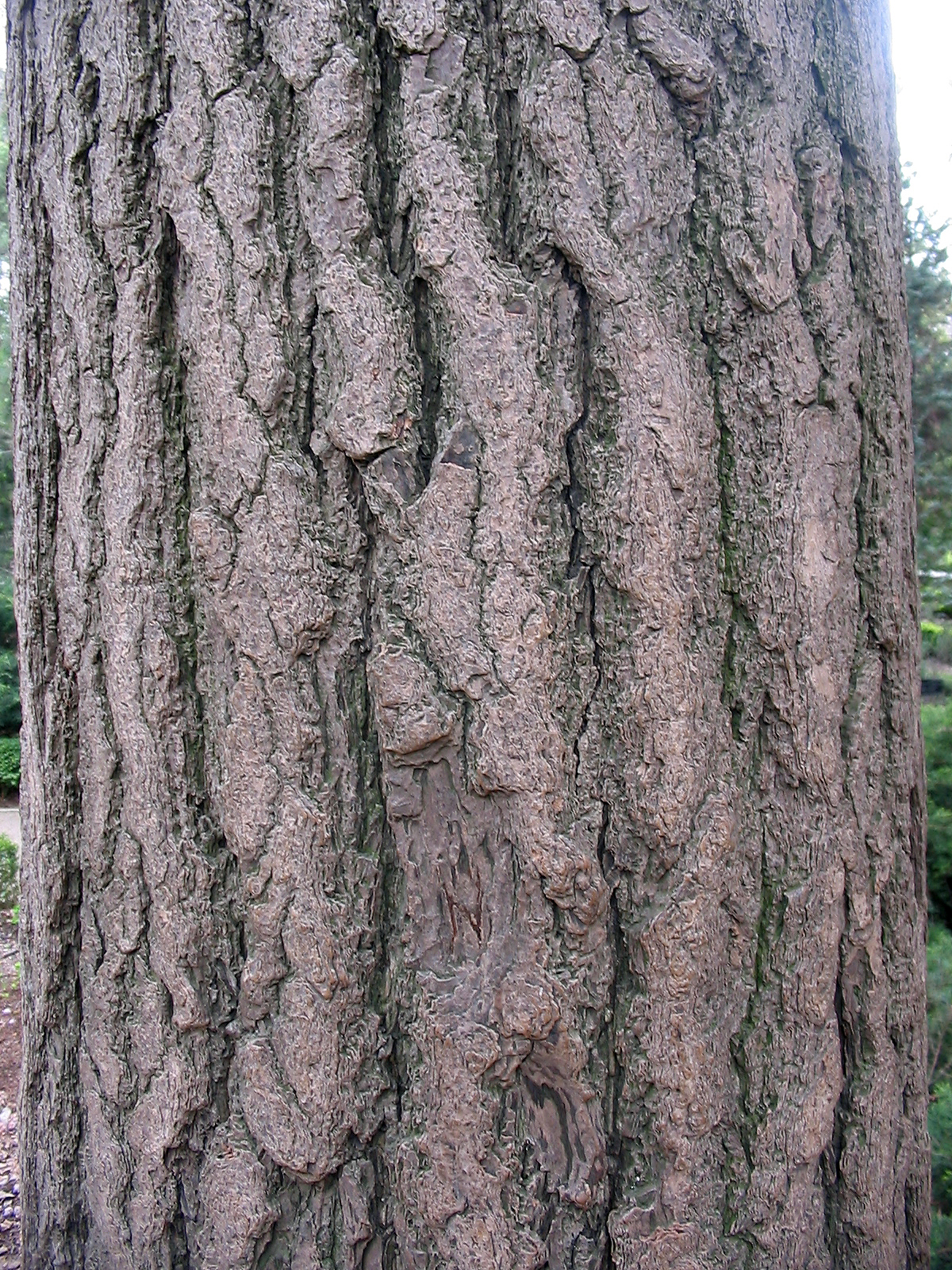
Ritidom
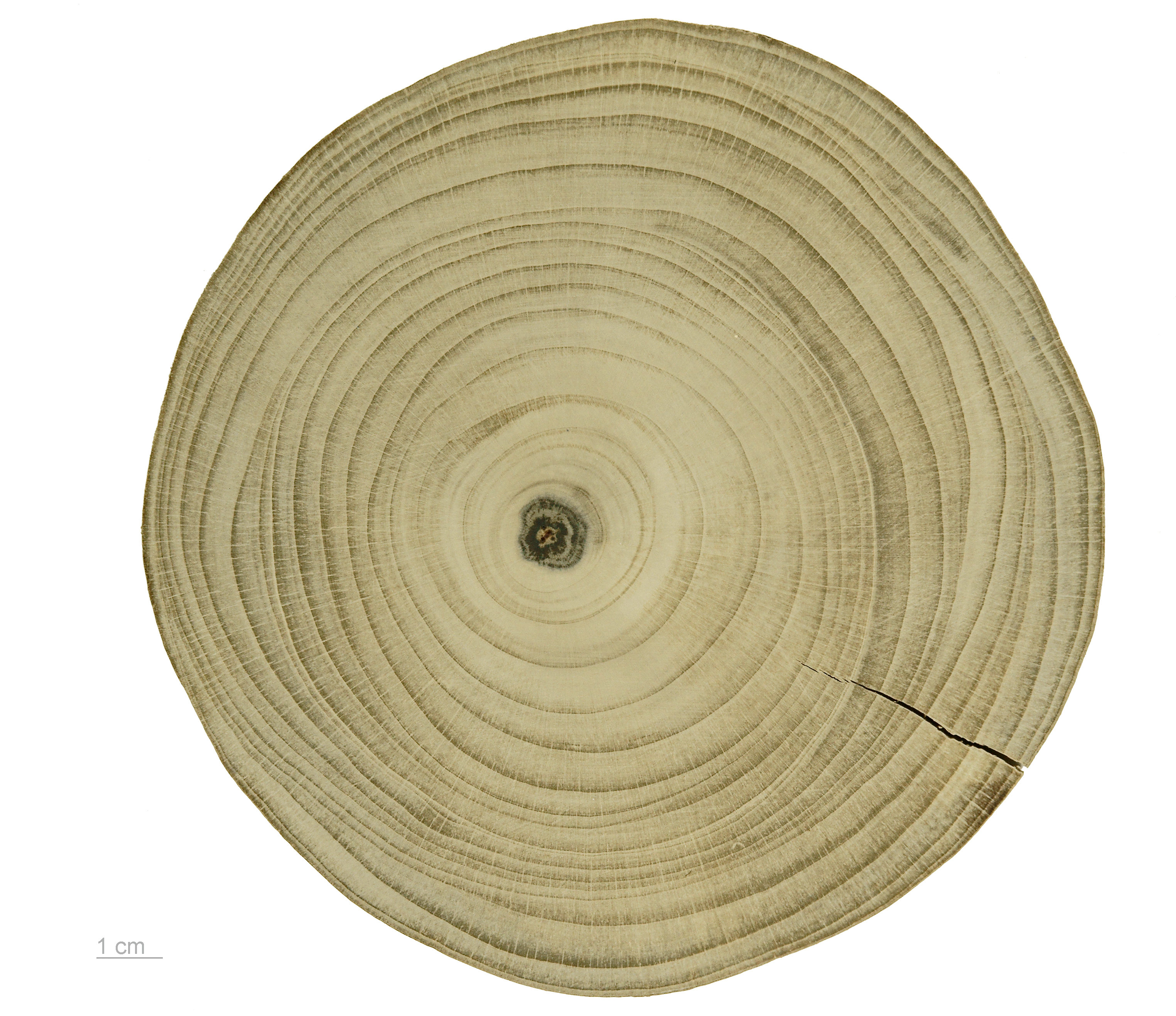
Ginkgo biloba - Secțiune transversală